# Curium(III)-nitrat
Curium(III)-nitrat ist eine anorganische chemische Verbindung des Curiums aus der Gruppe der Nitrate.

## Gewinnung und Darstellung
Curium(III)-nitrat kann durch Eindampfen von Lösungen von Curium(IV)-oxid in Salpetersäure gewonnen werden, wobei ein Hydrat entsteht.

## Eigenschaften
Curium(III)-nitrat ist ein Feststoff, der je nach Synthese als Hydrat oder Anhydrat vorliegt. Die Hydrate verlieren bei 90 und 180 °C ihr Kristallwasser. Das Anhydrat zersetzt sich bei Temperaturen über 400 °C zu Curium(IV)-oxid.

## Verwendung
Curium(III)-nitrat kann zur Herstellung von Curium(IV)-oxid verwendet werden.